# Adolfo Leoni
Adolfo Leoni (Gualdo Tadino, 13 januari 1917 - Massa, 19 oktober 1970) was een Italiaans wielrenner.

## Belangrijkste overwinningen
1937
- Wereldkampioen op de weg, Amateurs

1938
- 2e etappe Ronde van Campanië
- 6e etappe Ronde van Italië

1939
- Coppa Bernocchi
- Milaan-Mantua
- 7e etappe Ronde van Italië

1940
- GP Leptis Magna
- Milaan-Mantua
- 4e etappe Ronde van Italië
- 5e etappe Ronde van Italië
- 12e etappe Ronde van Italië
- 20e etappe Ronde van Italië

1941
- Ronde van Lazio
- Italiaans kampioenschap op de weg, Elite

1942
- Milaan-San Remo
- Ronde van Emilië

1945
- Tre Valli Varesine

1946
- 4e etappe Monaco-Parijs
- 5e etappe Monaco-Parijs
- Ronde van Emilië
- 3e etappe Ronde van Italië

1947
- 14e etappe Ronde van Italië
- 17e etappe Ronde van Italië
- 19e etappe Ronde van Italië

1948
- 5e etappe Ronde van Italië
- 8e etappe Ronde van Italië
- Sassari-Cagliari

1949
- Ronde van Piemonte
- 7e etappe Ronde van Italië
- 9e etappe Ronde van Italië
- 13e etappe Ronde van Italië

1950
- 11e etappe Ronde van Italië
- 2e etappe Ronde van Frankrijk

1951
- 14e etappe Ronde van Italië

## Resultaten in voornaamste wedstrijden
| Jaar | Ronde van Italië | Ronde van Frankrijk | Ronde van Spanje |
| ---- | ---------------- | ------------------- | ---------------- |
| 1938 | opgave (1)       |                     |                  |
| 1939 | 22e (1)          |                     |                  |
| 1940 | 28e (4)          |                     |                  |
| 1941 |                  |                     |                  |
| 1942 |                  |                     |                  |
| 1943 |                  |                     |                  |
| 1945 |                  |                     |                  |
| 1946 | opgave (1)       |                     |                  |
| 1947 | 21e (3)          |                     |                  |
| 1948 | opgave (2)       |                     |                  |
| 1949 | 4e (3)           |                     |                  |
| 1950 | opgave (1)       | opgave (1)          |                  |
| 1951 | 62e (1)          |                     |                  |

| Jaar | Milaan-San Remo | Parijs-Roubaix | Ronde van Lombardije |  | WK op de weg |  | Wereldranglijsten |
| ---- | --------------- | -------------- | -------------------- |  | ------------ |  | ----------------- |
| 1938 | 32e             |                |                      |  |              |  |                   |
| 1939 |                 |                | Zilver               |  |              |  |                   |
| 1940 | 10e             |                | 4e                   |  |              |  |                   |
| 1941 | 14e             |                | 20e                  |  |              |  |                   |
| 1942 | ↑               |                | 33e                  |  |              |  |                   |
| 1943 | 9e              |                |                      |  |              |  |                   |
| 1945 |                 |                | 4e                   |  |              |  |                   |
| 1946 | 7e              |                | 16e                  |  | 8e           |  |                   |
| 1947 |                 |                | 6e                   |  |              |  |                   |
| 1948 | 25e             | 8e             | Zilver               |  |              |  |                   |
| 1949 | 13e             | 12e            | 16e                  |  |              |  | 5e (CDC)          |
| 1950 |                 |                | 32e                  |  |              |  |                   |
| 1951 | 21e             | 34e            |                      |  |              |  |                   |